# Дазомет
Дазомет (тиазон, 3,5-диметилтетрагидро-1,3,5-тиадиазинтион-2) — белое или темно-серое кристаллическое вещество, не имеющее запаха. Растворяется в ацетоне, хлороформе, циклогексаноле; плохо растворяется в воде, этаноле и бензоле.
Получают при взаимодействии CH3NHC(S)SNa c CH3NH2 и формалином.

## Применение
Применяется как нематоцид при внесении в почву для возделывания овощных культур, картофеля, лука. Обладает также фунгицидными и гербицидными свойствами. Применяется в виде смачивающего порошка (тиазон, милон).

## Токсичность
ЛД50 для мышей составляет 45, для крыс — 60,8 мг/кг. Раздражает слизистые оболочки. Меры предосторожности такие же, как и со среднетоксичными пестицидами. Следует избегать попадания в-ва на кожу и в глаза; при попадании немедленно смыть большим количеством воды. ПДК в в. р. з. 2 мг/м3, в картофеле, рыбе, овощах — 0,5 мг/кг, в водоёмах — я 0,01 мг/л.